# 高良山神籠石
高良山神籠石（こうらさんこうごいし）は、筑後国御井郡の高良山（現在の福岡県久留米市御井町）にあった日本の古代山城（分類は神籠石系山城）。城跡は国の史跡に指定されている。
近年は「高良山城（こうらさんじょう）」とも称される傾向にある。「神籠石」の遺跡区分名称の由来に関わる遺跡であるとともに、神籠石論争の中心となった遺跡として知られる。

## 概要
福岡県南部、筑紫平野に岬状に突出する耳納山地先端部の高良山（標高312.3メートル）西側斜面に築城された古代山城である。文献に記載が見えない古代山城（いわゆる神籠石系山城）の1つで、現在の山名を冠する城名は後世の命名による。城は高良山の山上に土塁を巡らすことによって構築され、谷部2ヶ所では石塁の水門が構築される。
遺構としては土塁基底部の列石が良好に遺存し、この列石が「神籠石」と誤称されたことに由来して「高良山神籠石」の遺跡名が定着するとともに、文献非記載の古代山城についても「神籠石系山城（神籠石式山城）」の遺跡区分名称が定着した。それと同時に、明治-昭和期に列石遺構の解釈について山城説・霊域説に大別して繰り広げられた論争、いわゆる「神籠石論争」の中心となった遺跡でもある。
城跡域は1953年（昭和28年）に国の史跡に指定されている。

## 歴史

### 古代

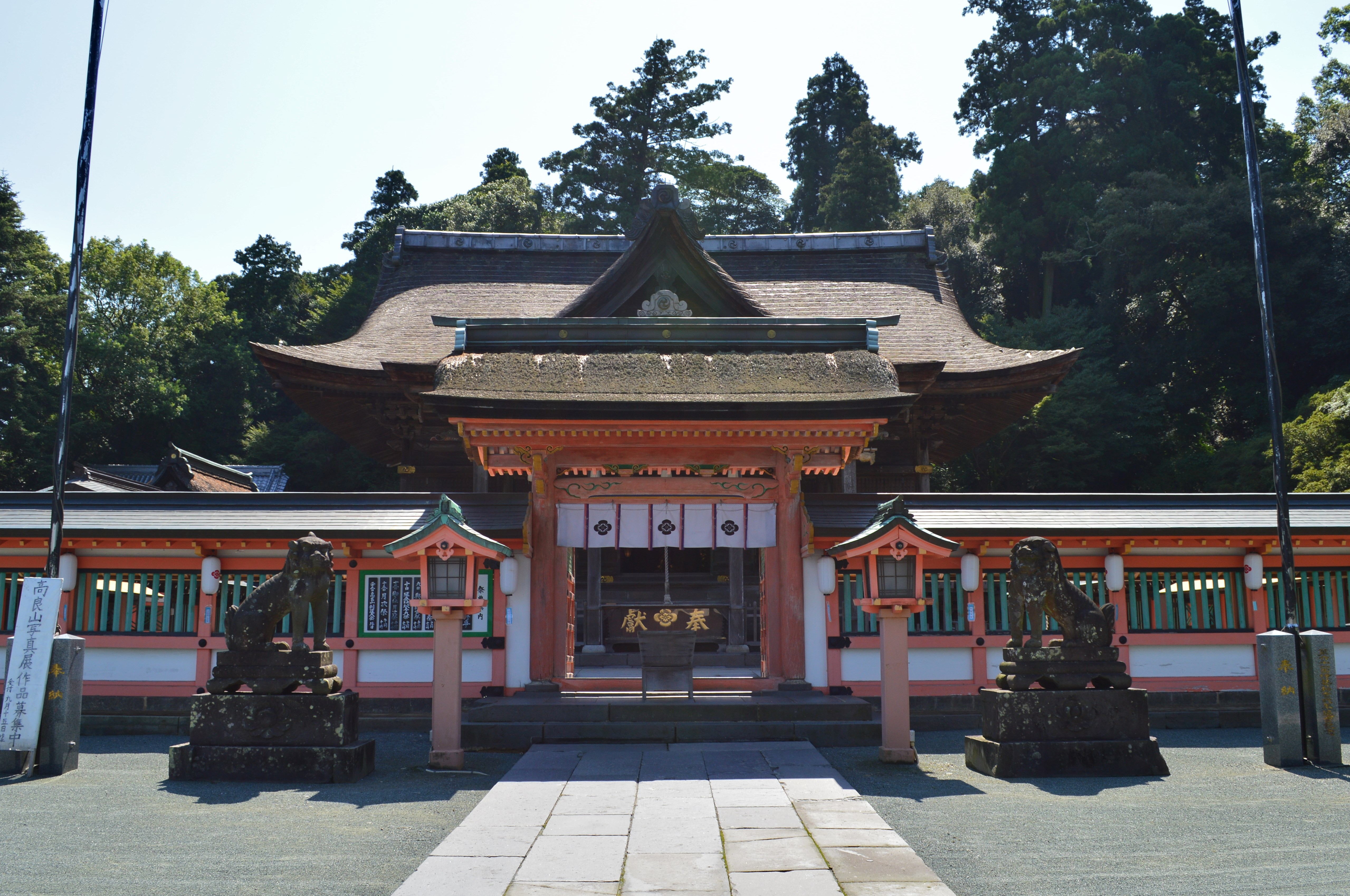
高良大社（久留米市御井町）

高良山城は文献上に記載のない城であるため、城名・築城時期・性格等は明らかでない。天智天皇2年（663年）の白村江の戦い頃の朝鮮半島での政治的緊張が高まった時期には、九州地方北部・瀬戸内地方・近畿地方において古代山城の築城が見られており、高良山城もその1つに比定される。立地としては、山麓の筑後国府跡前身官衙・西海道・筑後川を抑える要衝になり、付近では筑後国府跡前身官衙・高良山城と同時期の水城状遺構（小水城）の上津土塁の構築も認められている。また広域的には、筑紫平野の古代山城として北に阿志岐山城・基肄城・大野城、東に杷木城、南に女山城、西に帯隈山城を望む。
築城時期については、『日本書紀』斉明天皇4年（658年）条に見える「繕修城柵断塞山川」を神籠石系山城の築城・改築記事とする説があるが、同記事は百済国内の軍事的動向を示すとする説もあって詳らかでない。また高良山城では城壁の北半部が未検出であるが、これを天武天皇7年12月（679年1月）の筑紫大地震の崩壊によるとする説があり、それが正しければ679年以前の築城が示唆される。そのほか、『続日本紀』文武天皇3年（699年）条に「令大宰府修三野、稲積二城」と見える2城の所在地が現在まで明らかでなく、通説では博多湾沿岸説や南九州説が挙げられるが、近年では三野と「耳納（みのう）」の音通から三野城を耳納山系の高良山城に比定する説も挙げられている。
高良山城に関連する古代の施設としては、山上に鎮座する高良大社が知られる。この神社は、文献上では延暦14年（795年）を初見として「高良神」や「高良玉垂神」などと見え、『延喜式』神名帳では「高良玉垂命神社」として式内名神大社に列している。考古学的には神宮寺の高隆寺の8世紀後半-9世紀初頭の存在が確実であるため、高良大社も奈良時代以前には成立していたものとされる。古代山城に式内社が重複する例は他にも見られ、機能喪失後の古代山城の神聖化を指摘する説もある。

### 中世から近世
『高良玉垂宮縁起』（鎌倉時代後期以前の成立）では、列石遺構を「八葉（はちよう）の石畳」、高良玉垂神の住まいの磐座（馬蹄石）を「神籠石」として記載する（列石遺構に関する最初の記録）。その後は『絹本著色高良大社縁起』・『高良記』・『高良山八葉石記』でも、同様の区分・呼称による記述が見える。
江戸時代中期の『筑後志』では列石遺構が「神籠石」として記載されるようになるほか（列石遺構を「神籠石」と称する最初の記録）、幕末の『筑後国郡誌』でも列石遺構を「神籠石」とも「八葉石」ともいうとし、名称に混乱が生じている。

### 近代以降
近代以降については次の通り。
- 1898年（明治31年）、小林庄次郎が高良山の列石遺構について、霊域を示すものと解釈して「神籠石」の名称で学会に最初に紹介[8][5]。
- 1900年（明治33年）、八木奘三郎が列石遺構の解釈について山城説を提唱[5]。
以降、列石遺構を巡り霊域説（坪井正五郎・喜田貞吉ら）・山城説（八木奘三郎・関野貞・谷井済一ら）に分かれて論争の展開（神籠石論争）[12]。
1963年（昭和38年）のおつぼ山城（おつぼ山神籠石）、1964年（昭和39年）の帯隈山城（帯隈山神籠石）の発掘調査結果から、神籠石論争は最終的に山城説で決着[5]。
- 1953年（昭和28年）11月14日、「高良山神籠石」として国の史跡に指定[7]。
- 1976年（昭和51年）12月25日、史跡範囲の追加指定[7]。
- 1989年（平成元年）10月9日、史跡範囲の追加指定[7]。
- 2009年（平成21年）、福岡県久留米市で第4回神籠石サミットの開催。

## 遺構
城壁
城壁は全周2.5-3キロメートル（城内面積約355,000平方メートル）。5つの峰々（吉見岳<北東>・本宮山<南東>・鷲ノ尾岳<南>・勢至堂山<西>・虚空蔵山<北>）を巡るとともに2ヶ所の谷（北谷・南谷）を取り込み、馬蹄形に一周する。最高所は本宮山の標高251メートル（高良大社社殿付近）、最低所は北谷の標高65メートルで、標高差は180メートルにおよぶ。城壁は基本的に内托式の土塁とし、谷部では石塁の水門とする。ただし現在は南半部（本宮山-鷲ノ尾岳-勢至堂山-虚空蔵山）の1.5キロメートルに土塁の列石線が遺存するものの、北半部では列石線は確認されていない。
土塁の基礎になる列石の石材は緑泥片岩（主体）のほか安山岩・滑石で、平均80センチメートル程度の方形（直方体）の切石とする。基本的に1段積みで直列に並べ、部分的に複数段積みや母岩露頭とする。この列石は土塁裾部の土留め石とされ、その上に版築工法で積み土が構築されて土塁が形成されたが、現在では積み土のほとんどは流失している。
なお、北谷南側・勢至堂山南西側の2ヶ所では城壁が90度のL字形に屈折しており、望楼が存在した可能性が推測される。また北半部の城壁が認められない点については、急峻な崖状地形であり当初から構築されなかったとする説や、天武天皇7年（678年）の筑紫大地震の際の斜面崩壊で流失したとする説がある。
水門
水門は北谷・南谷の2ヶ所に存在したとされるが、北谷のものは現存せず、現在は南谷1ヶ所のみ認められる。南谷の水門は大きく崩れているが、長さ約7-9メートル、基底部幅約9メートル、高さ約3メートルを測る。少なくとも下半部は夾築式の石塁とされるが、上部については積み土の存在等の詳細は明らかでない。石材は列石と同様に片岩（主体）・安山岩で、方形の切石とし、正面では7段以上を積み上げたとされる。
そのほかに城門は未確定で、城内建物も未検出になる。なお、上記の列石遺構が「神籠石」として紹介されたことに由来して、現在も文献非記載の古代山城は「神籠石系山城（神籠石式山城）」として分類されるが、前述（歴史節）のように本来の高良山の「神籠石」とは高良玉垂神の磐座（馬蹄石）の呼称で、列石遺構の本来の呼称は「八葉の石畳」であったとされる。高良山の例に限らず、「こうご石（神籠石/革籠石/香合石/交合石/皇后石など）」という名称の霊石・磐座は全国に点在することが知られる。

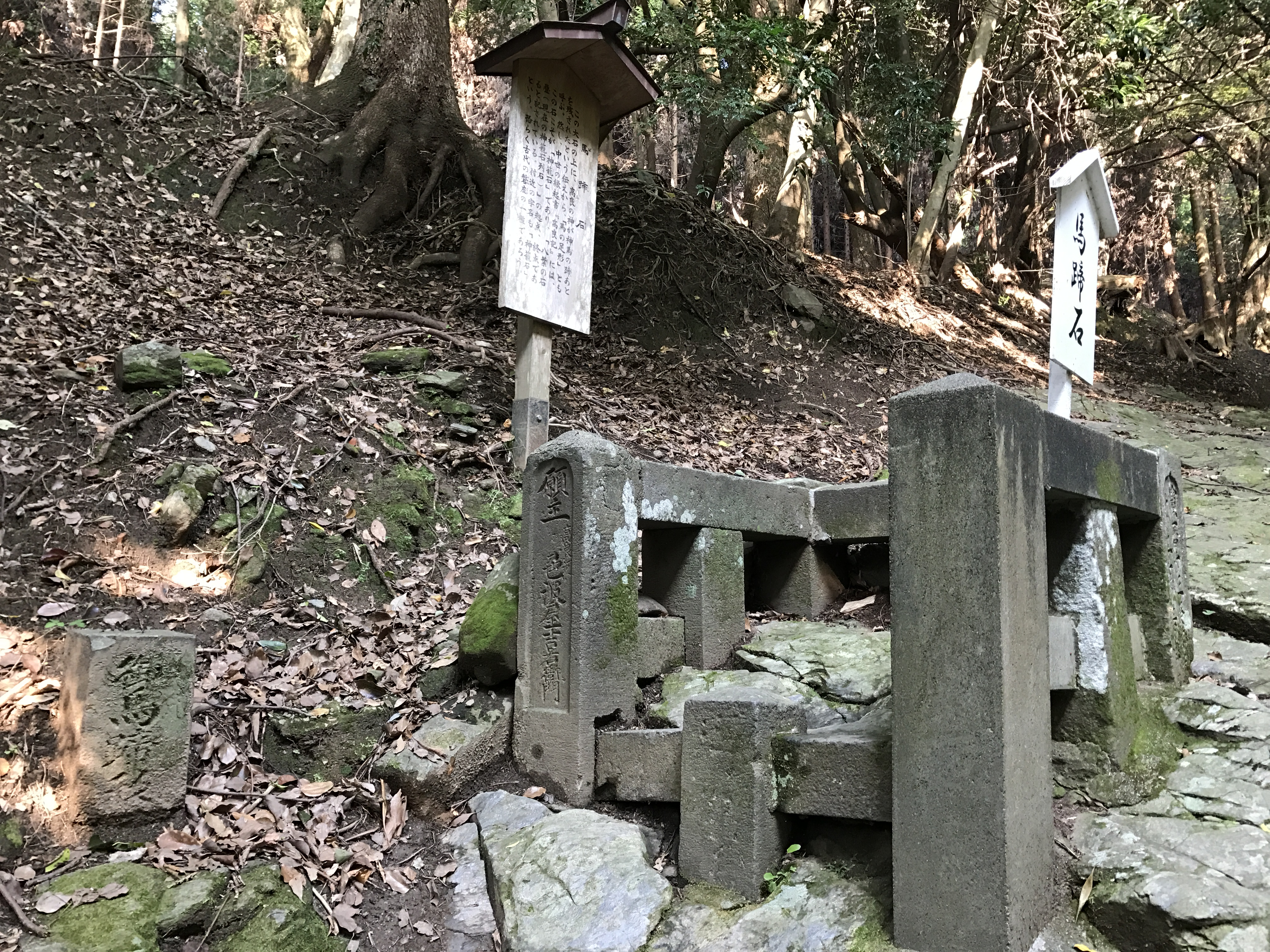
馬蹄石（本来の「神籠石」）
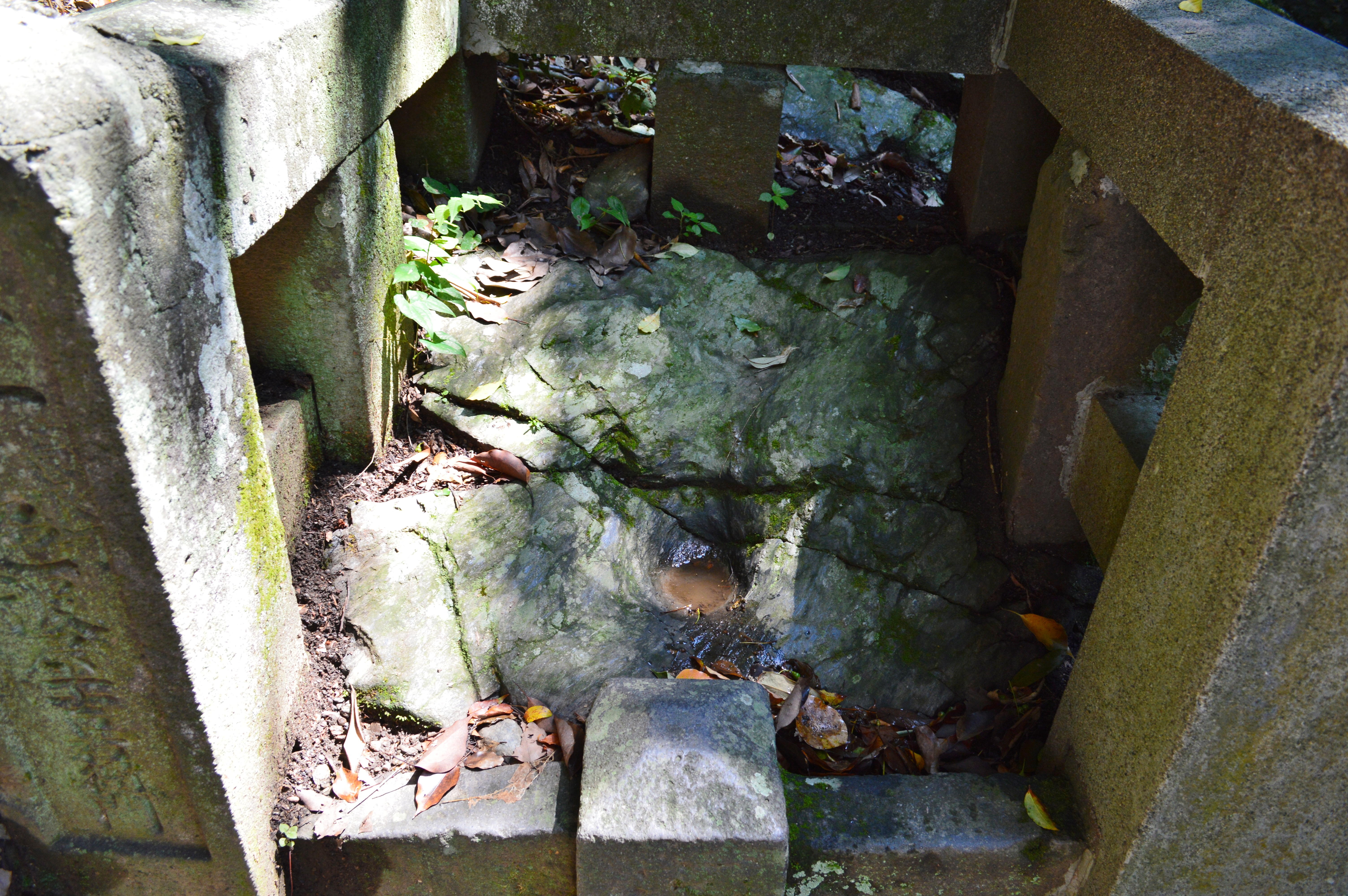
馬蹄石の形状

## 文化財

### 国の史跡
- 高良山神籠石
1953年（昭和28年）11月14日指定[7]。
1976年（昭和51年）12月25日に史跡範囲の追加指定（北半部・西側一部）、1989年（平成元年）10月9日に史跡範囲の追加指定（列石に接する土地）[7]。

## 現地情報
所在地
- 福岡県久留米市御井町

交通アクセス
- バス：久留米駅（九州旅客鉄道（JR九州））から、西鉄バスで「御井町」バス停下車 （下車後徒歩約20分）[13]

周辺
- 高良大社 - 宝物館で高良山神籠石関係資料を展示[13]。
- 筑後国府跡 - 国の史跡。
- 筑後国分寺跡 - 久留米市指定史跡。

## 関連文献
（記事執筆に使用していない関連文献）
- 『史跡高良山神籠石保存管理計画策定報告書（久留米市文化財調査報告書 第15集）』久留米市教育委員会、1977年。